# دائرة كروكس ديس بوكيتس
دائرة كروكس ديس بوكيتس هي إحدى الدوائر الخمس في الإدارة الغربية في هايتي، يبلغ عدد سكانها 441,563 في إحصائيات أغسطس 2003، تتبعها ست بلديات، ورمزها البريدي يبدأ بالرقم 63.